# Lijst van onderkoningen van de Río de la Plata
Lijst van onderkoningen van de Río de la Plata:
| Jurisdictie           | Onderkoning                                        | Periode                            | Opmerkingen | Afbeelding |
| --------------------- | -------------------------------------------------- | ---------------------------------- | --- | ---------- |
| Karel III             | Pedro de Cevallos                                  | 15 oktober 1777 - 12 juni 1778     | Ad interim |            |
| Karel III             | Juan José de Vértiz y Salcedo                      | 12 juni 1778 - 7 maart 1784        | Geboren in Mérida |            |
| Karel III             | Cristóbal del Campo, markies van Loreto            | 7 maart 1784 - 4 december 1789     | Deels onder Karel IV |            |
| Karel IV              | Nicolás de Arredondo                               | 4 december 1789 - 16 maart 1795    | |            |
| Karel IV              | Pedro de Melo de Portugal y Villena                | 16 maart 1795 - 15 april 1797      | |            |
| Karel IV              | Antonio Olaguer y Feliú                            | 2 mei 1797 - 14 maart 1799         | |            |
| Karel IV              | Gabriel de Avilés y del Fierro, markies van Avilés | 14 maart 1799 - 20 mei 1801        | Later op 20 juni 1800 werd hij benoemd tot onderkoning van Peru.                                                               |            |
| Karel IV              | Joaquín del Pino y Rozas                           | 20 mei 1801 - 11 april 1804        | |            |
| Karel IV              | Rafael de Sobre Monte, markies van Sobre Monte     | 23 april 1804 - 10 februari 1807   | In sommige documenten gespeld als Sobremonte. Hij sloeg tweemaal op de vlucht op momenten van Britse invasie (1806; 1807)      |            |
| Karel IV              | Santiago de Liniers et Bremond                     | 10 februari 1807 - 30 juni 1809    | Geboren als Jacques Antoine Marie de Liniers et Bremond in Niort. Deels onder Ferdinand VII en onder de Junta Suprema Central. |            |
| Junta Suprema Central | Baltasar Hidalgo de Cisneros                       | 30 juni 1809 - 25 mei 1810         | Volgens de Encyclopedia Brittanica is hij de laatste onderkoning van Rio de la Plata                                           |            |
| Junta Suprema Central | Francisco Javier de Elío                           | 12 januari 1811 - 18 november 1811 | |            |